# Tuk Jimun
Tuk Jimun is een bestuurslaag in het regentschap Indragiri Hilir van de provincie Riau, Indonesië. Tuk Jimun telt 548 inwoners (volkstelling 2010).